# 张滩站

张滩站是京广铁路设于广东省韶关市乐昌市乐城街道的一座火车站，车站现址在武江右岸张滩行政村村委会附近，北距罗家渡站27.26千米，南距乐昌站3.852千米，随衡广复线启用于1988年。车站站场呈西—东走向，略向东南—西北倾斜，站房位于线路左侧，设有站台2座，股道5条。现仅办理货运业务，不办理客运业务。
车站原址位于武江左岸张滩村（今乐昌峡左岸公路南侧、水坝西侧），始设于1979年，是衡广复线施工时，局部扩能增建的会让站。1988年衡广复线开通后，迁至现址，原址废弃。车站废弃后，车站站房并未同步拆除，留存至今。